# 朱英培
朱英培（1944年3月—），男，江苏东台人，中华人民共和国政治人物，曾任江西省人民政府秘书长、副省长，江西省人大常委会副主任。